# Opéra (pâtisserie)
Pour les articles homonymes, voir Opéra (homonymie).
L'opéra est une pâtisserie française constituée d’une succession de biscuit Joconde, de ganache au chocolat et de crème au beurre au café.

## Histoire
L'invention du gâteau a été revendiquée par Gaston Lenôtre dans les années 1960, mais pourrait être due à la maison Dalloyau,. D'après cette dernière, l'opéra a été créé en 1955 par Cyriaque Gavillon. Selon les sources, il aurait été nommé ainsi par Andrée Gavillon, l'épouse du pâtissier, soit à cause de sa similarité avec la scène de l'opéra Garnier, soit en hommage aux danseuses de l'Opéra qui venaient à la boutique. Cette dernière version est celle du Grand Larousse gastronomique en 2007.
Il est à noter qu'en 1899, la pâtisserie du Grand Hôtel, ouverte en février au 1 rue Auber, en face de l'opéra Garnier, fait paraître des publicités dans plusieurs journaux, mentionnant parmi ses spécialités un « gâteau opéra ». La presse le cite, ainsi que le « plum-cake », comme un must de cette maison fréquentée par une clientèle chic. Peu avant l'ouverture de cette pâtisserie par le Grand Hôtel de Paris, ce dernier proposait quant à lui une bombe glacée Opéra. Enfin, la mention de « gâteau opéra » apparaît au menu de dîners servis au début du XXe siècle,. Mais rien n'indique que ces gâteaux soient identiques à l'opéra revendiqué par Dalloyau et Lenôtre. Par ailleurs, d'autres desserts portent le nom d'« opéra » (parmi lesquels une charlotte, une crème renversée et une crème caramel).

## Caractéristiques
Selon le Grand Larousse gastronomique, l'opéra est un « gâteau rectangulaire composé de trois feuilles de biscuit Joconde imbibé d'un sirop de café fort et garni de crème au beurre au café et de ganache au chocolat. Le dessus est recouvert d'un glaçage au chocolat profondément noir, décoré de feuilles d'or, sur lequel est parfois inscrit le mot " opéra ". »